# Tramwaje w Hadze

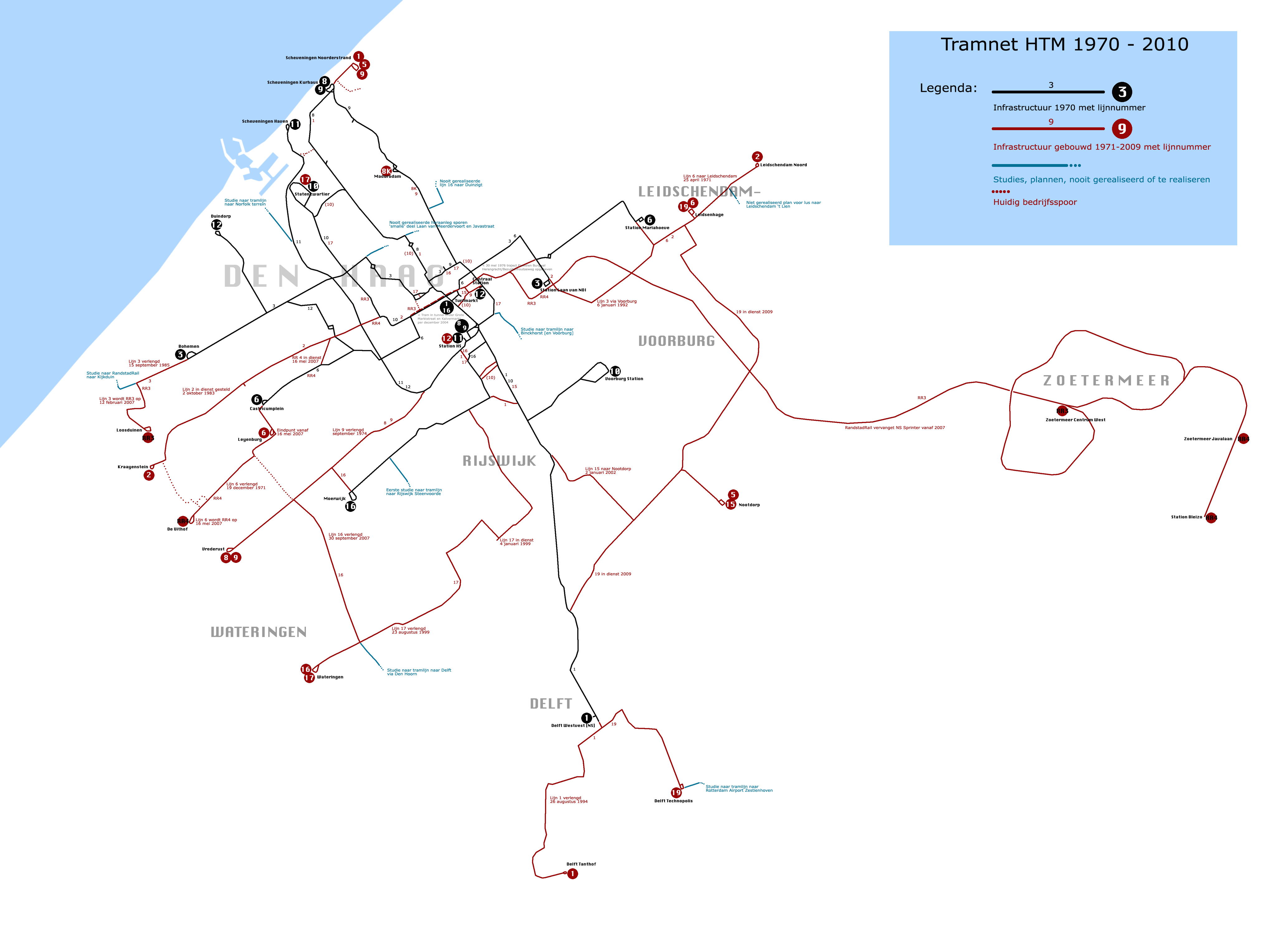
Schemat linii tramwajowych w latach 1970–2010

Tramwaje w Hadze – system tramwajowy działający w holenderskim mieście Haga.

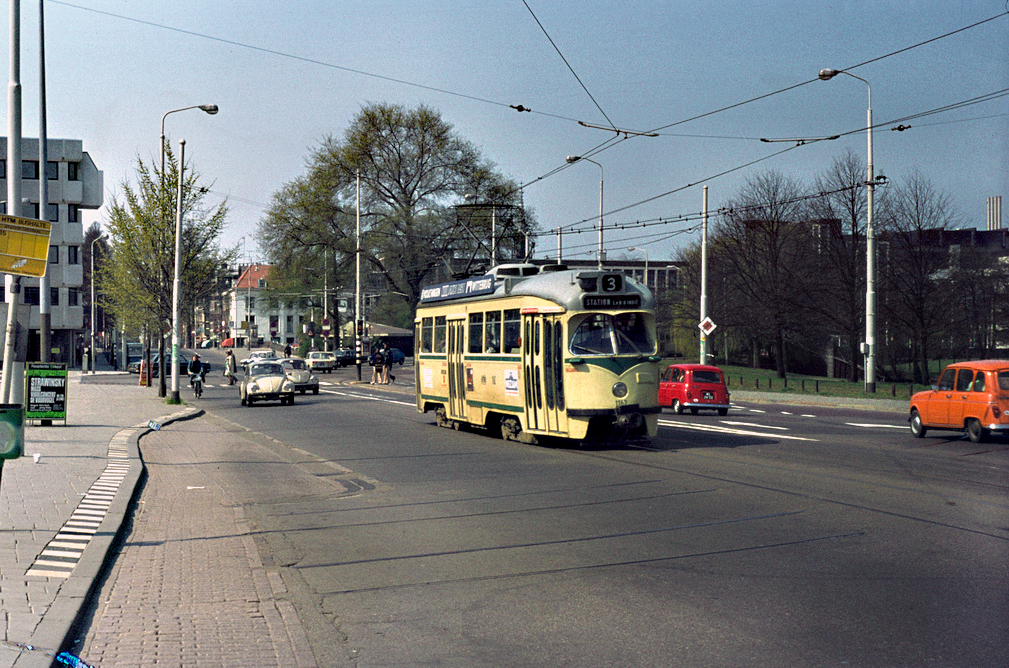
Tramwaj PCC nr 1162 na linii 3 w 1976

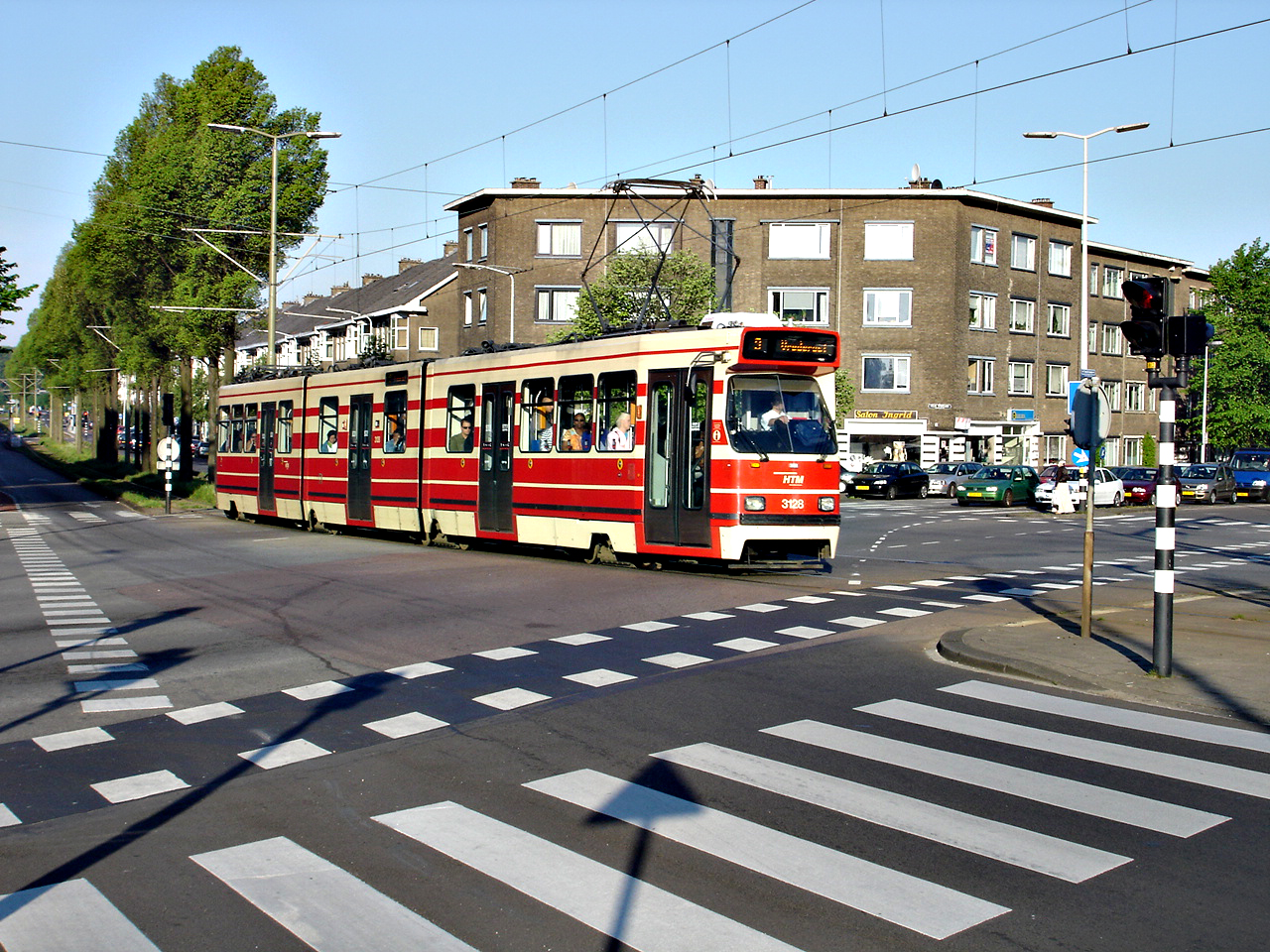
Tramwaj GTL-8 na linii 9

Mapa RandstadRail w 2009

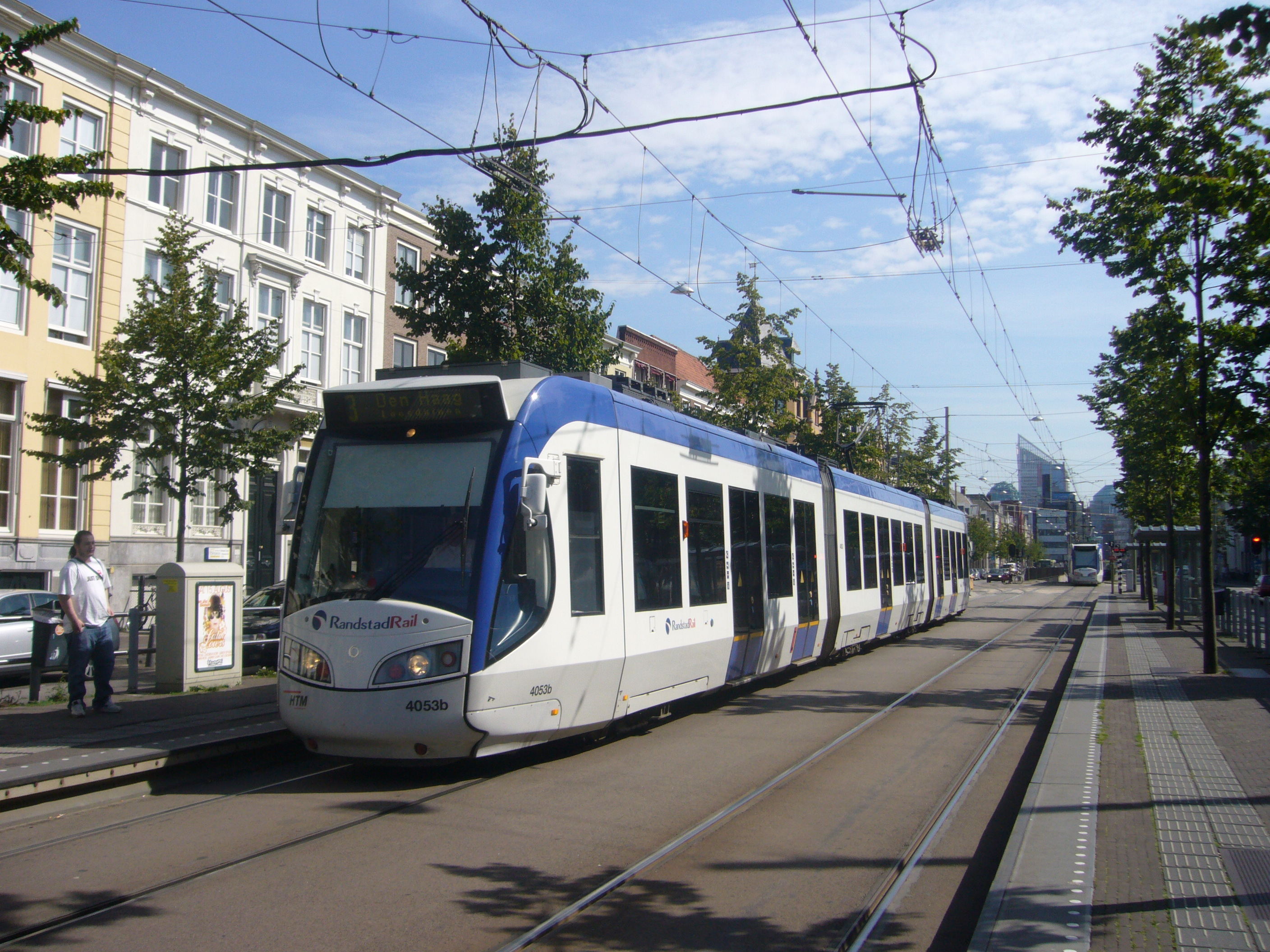
Tramwaj Citadis Regio na linii 3

## Historia

### 1864–1945
Pierwsze tramwaje na ulice Hagi wyjechały w 1864. Linia tramwaju konnego połączyła ulicę Kneuterdijk z kąpieliskiem Scheveningen. W 1879 do kąpieliska uruchomiono z dworca Rhijnspootstation linię tramwaju parowego. Tramwaje parowe później nazywano „niebieskim tramwajem”. W 1887 powołano stowarzyszenie N.V. Haagsche Tramweg-Maatschappij (HTM). Nowe stowarzyszenie zajęło się organizacją ruchu tramwajów konnych w obrębie Hagi, a także na wówczas projektowanej linii podmiejskiej do Delftu. Tramwaje parowe znalazły się pod zarządem Noord-Zuid-Hollandsche-Tramweg-Maatschappij (NZH). W związku z tym, że tramwaj konny nie sprawdzał się na linii podmiejskiej do Delftu, wprowadzono na tę trasę tramwaje parowe. W latach 1890–1904 na trasie Koninginnegracht – Kurhaus wprowadzono tramwaje akumulatorowe, które były awaryjne i uciążliwe w eksploatacji. W 1904 władze miejskie przyznały koncesję HTM na rozbudowę systemu, a także na elektryfikację 6 istniejących linii tramwaju konnych. Jako pierwszą zelektryfikowano linię nr 9, dzięki czemu zastąpiono kursujące na tej linii od 1890 tramwaje akumulatorowe.
Uruchomienie tramwajów elektrycznych oficjalnie zainaugurowano 6 sierpnia 1904. W ciągu kolejnych trzech lat zelektryfikowano całą sieć. W 1924 zakończono elektryfikację linii do Delftu. W 1927 HTM przejął od Hollandsche IJerzen Spoorweg-Maatschappij (HSM) trasę tramwaju parowego z Den Haag HS (Hollands Spoor) do portu w Scheveningen. Po elektryfikacji tej linii uruchomiono pierwszą linię szybkiego tramwaju, którą oznaczono numerem 11. Na trasie tej prowadzono także przewozy towarowe do i z portu. W 1924 w Hadze uruchomiono autobusy. W czasie kryzysu, w najtrudniejszym okresie w latach 1934–1936 niejednokrotnie podnoszono ceny biletów, a także zmniejszano częstotliwość kursów. W tym okresie wybudowano jedną linię do miejscowości Voorburg. Po wybuchu II wojny światowej wstrzymano ruch autobusów, a tramwaje kursowały regularnie do 1943, kiedy to wskutek bombardowań zniszczone zostały wszystkie linie tramwajowe do Scheveningen. W wyniku dalszych bombardowań, 17 listopada 1944, całkowicie wstrzymano ruch tramwajów.

### Po 1945
Po zakończeniu wojny przystąpiono do odbudowy systemu, dzięki czemu 11 czerwca 1945 wznowiono ruch tramwajów. Na początku lat 60. XX wieku zlikwidowano kilka tras tramwajowych zastępując je autobusowymi. Dalszą likwidację powstrzymał plan niemieckiego inżyniera F. Lehnera, który zakładał oparcie transportu zbiorowego na sieci tramwajowej. W 1965 r. zlikwidowano obsługę konduktorską w tramwajach wprowadzając w zamian automaty biletowe.
1 lipca 2010 otwarto trasę z Leidschendam do Delftu o długości 12 km, którą obsługuje linia nr 19. Do 2022 ma powstać linia o długości 2,5 km z Delft Station do TU Delft Campus-Zuid z 6 przystankami.

## RandstadRail
Przebudowa linii kolejowych łączących Hagę z Rotterdamem oraz linię z Hagi do Zoetermeer polegała na tym, że linia z Hagi do Rotterdamu została dostosowana do wagonów metra natomiast linia do Zoetermeer dla tramwaju dwusystemowego. Problemem była wysokość peronów dla metra i dla tramwajów, rozwiązano go poprzez budowę na wspólnym odcinku peronów wysokich i niskich. Aby móc eksploatować tramwaje i metro na tej linii musiano obniżyć napięcie w sieci trakcyjnej z dotychczas wykorzystywanej przez pociągi 1,5 kV prądu stałego na 750 V. Linia tramwajowa z Zoetermeer kończyła się na haskim dworcu centralnym. Problemem okazało się połączenie sieci tramwajowej z szybkim tramwajem, która przebiega po reprezentacyjnej ulicy Beatrixlaan. W związku z tym wybudowano wiadukt w kształcie siatki. Oddano go do eksploatacji w 2006. Tramwaje, korzystając z tego wiaduktu, wjeżdżają na plac przed dworcem, a następnie zjeżdżają do tunelu Spui – Grote Markt oddanego do eksploatacji 16 października 2004. Tunel ma długość 1,25 km. W Zoetermeer linia kolejowa tworzy dwie pętle wokół miasta. Na wszystkich stacjach obniżono wysokość peronów do 300 mm nad główką szyny, a także dobudowano kilka nowych, wybudowano również 2,5 km przedłużenie wychodzące z pętli. Do Zoetermeer kursują dwie linie tramwajowe o nr 3 i 4.

## Linie
Obecnie w Hadze jest 12 linii tramwajowych zwykłych, w tym 2 linie tramwaju dwusystemowego; a także jedna pospieszna oraz jedna szczytowa:
- 1: Scheveningen Noorderstrand – Delft Tanthof
- 2: Kraayenstein – Leidschendam Leidsenhage
- 3: Loosduinen – Zoetermeer Centrum West (tramwaj dwusystemowy)
- 4: De Uithof – Lansingerland-Zoetermeer (tramwaj dwusystemowy)
- 6: Leyenburg – Leidschendam Noord
- 9: Scheveningen Noorderstrand – Vrederust
- 9S: Station Hollands Spoor – Scheveningen Noorderstrand (linia pospieszna, kursuje tylko latem)
- 10: Scheveningen Noorderstrand – Vrederust (kursuje od poniedziałku do czwartku tylko w godzinach szczytu, wspomagając linie 1, 9 i 16)
- 11: Scheveningen Haven – Station Hollands Spoor
- 12: Duindorp – Station Hollands Spoor
- 15: Nootdorp – Centraal Station (i dalej jako linia 16)
- 16: (przyjazd jako linia 15) Centraal Station – Wateringen
- 17: Statenkwartier – Wateringen
- 19: Leidschendam Leidsenhage – Delft Station

## Tabor
Pierwsze tramwaje dla HTM były produkowane w Londynie. Produkowano wagony zamknięte oraz otwarte, a także tramwaje piętrowe. Do obsługi trasy do Scheveningen zakupiono nowe tramwaje serii 800, produkowane przez Allan Rotterdam (nr 810-820) oraz La Brugeoise Brugge (nr 821-830). Do obsługi przewozów towarowych na tej linii zakupiono dwie lokomotywy elektryczne. W czasie II wojny światowej część taboru tramwajowego wywieziono do Niemiec. Po zakończeniu wojny odzyskano część taboru, ale był w złym stanie technicznym. W 1948 zakupiono 16 tramwajów typu Zwitser produkcji Werkspoor z Utrechtu, oznaczono je numerami 201-216. W 1949 przybyły pierwsze tramwaje PCC produkcji La Brugeoise et Nivelles (BN) z Belgii. Łącznie w latach 1949–1974 zakupiono 234 tramwajów tego typu (nr 1001-1024, 1101-1240, 1301-1340 i 2101-2130).
W 1981 zakupiono w firmie BN 27 tramwajów GTL-8, łącznie do Hagi trafiło 147 wagonów tego typu. Wagony GTL-8 to trzyczłonowe, wysokopodłogowe tramwaje o długości 28,6 m. W 1993 wycofano z eksploatacji ostatnie tramwaje PCC. W 2002 pozyskano 8 tramwajów serii TW 6000 z Hanoweru produkcji Duewagu, jednak żaden z nich obecnie już nie kursuje. W 2006 w związku z projektem RandstadRail zamówiono 54 tramwaje Alstom Citadis Regio. Dodatkowo w 2008 zamówiono 18 dodatkowych tramwajów tego typu. Łącznie w Hadze jest 219 tramwajów w tym:
- GTL-8 – 147 sztuk
- Citadis Regio – 72 tramwaje